# 社會民主論壇
社會民主論壇，原名社會民主陣線，又名香港社會民主黨。他們的成員最初是反對民協加入臨時立法會的民協成員， 後來再加入了民主黨的少壯派成員，少壯派因意見不合與及路線不通而獨立自行組黨。 這政治組織已於2002年4月18日停止運作、集體加入前綫。
停止運作前之召集人為聖公會牧師馮智活。

## 成員
- 黃仲棋(1996年脫離民協成立社會民主陣線。1999年轉投民主黨，加盟少壯派)[8][9]
- 梁廣昌(期後加入民權黨，現時是建制派成員)
- 馮智活
- 劉山青（期後加入社民連）
- 符偉樂（曾先後轉投社民連、人民力量，現時政治立場成疑）
- 陳國樑(副召集人)
- 陶君行（期後加入社民連）
- 梁永權（曾加入街工，後重返民主黨）
- 徐百弟（後跟隨前綫重返民主黨）
- 林森成（曾跟隨前綫重返民主黨，後再轉投社民連）
- 曾健成（期後加入社民連）
- 范國威（一直留在民主黨至2010年，後轉投新民主同盟至2021年）
- 王岸然
- 鄧世就
- 嚴鎮明
- 歐玉霞（解散時留在民主黨，2007年病逝）
- 鄺國全（解散時留在民主黨）
- 陸嘉名（解散時留在民主黨，現為建制政黨經民聯成員）

## 活動
- 2001年5月7日，財富論壇舉行前夕，劉山青、陳國樑、林森成、徐百弟、范國威、鄺國全及黃仲棋七人以鐵鍊將自己鎖在會展外的金紫荊像，被控阻差辦公。[10][11]

- 2002年3月12日，抗議董建華被欽點、無對手下連任特首，社會民主論壇曾健成、劉山青與「四五行動」古思堯等，身披寫上「老董當選、無法無天」的白衣，在場外趁董建華謝票期間削髮抗議。他們要求警方接收被削下的頭髮轉交董建華，惟遭拒絕，後競選辦派人接收。[12]

## 外部連結
- 社會民主論壇（页面存档备份，存于）